# Чагорта
Чагорта́ (калм. Чаһрта) — посёлок в Целинном районе Калмыкии, административный центр Чагортинского сельского муниципального образования.

## Этимология
Название посёлка производно от названия балки, в которой он расположен. Балка известна обилием родников, вода из которых добывалась при помощи приспособления для полива под названием «чигирь». Отсюда, по одной из версий, местность получила название «Чигирьтя», впоследствии трансформированное в «Чагорта». С другой стороны, калмыцкое название посёлка может быть переведено как место, где есть вино (творительный падеж от слова калм. чаһр — вино).

## История
Дата основания населённого пункта не установлена. можно предположить, что посёлок возник в 1920-е годы в рамках политики по привлечению к оседлому образу жизни местного населения. Впервые обозначен на немецкой карте 1941 года (под названием Чагарта). Под этим же названием обозначен на карте СССР 1946 года. На административной карте Ставропольского края 1958 года отмечен как посёлок Дружный. После возвращения калмыков из депортации большинство населения посёлка составили выходцы из ныне исчезнувшего посёлка Келькеты, где до войны располагался колхоз «Национальная дружба». Вероятно в этот период посёлку было возвращено наименование Чагорта. До 1974 года посёлок входил в состав Прудовского (ныне Найнтахинского) сельского совета. В 1974 году образован Чагортинский сельский совет. В 1976 года здесь был основан конезавод, занимавшийся разведением лошадей ахалтекинской породы.

## Физико-географическая характеристика
Посёлок расположен на западе Целинного района в пределах Ергенинской возвышенности, являющейся частью Восточно-Европейской равнины, на правом склоне балки Чагорта, относящейся к бассейну реки Зегиста. Средняя высота над уровнем моря — 105 м. Рельеф местности равнинный. Общий уклон местности с юго-востока на северо-запад. В балке Чагорта имеется пруд. К юго-западу от посёлка расположено устье балки Келькеты.
По автомобильной дороге расстояние до столицы Калмыкии города Элиста составляет 61 км, до районного центра села Троицкое — 48 км. Ближайший населённый пункт посёлок Найнтахн расположен в 14 км к юго-востоку от Чагорты.
Согласно классификации климатов Кёппена-Гейгера для Чагорты характерен влажный континентальный климат с жарким летом и умеренно холодной зимой. Среднегодовая температура воздуха — 9,2 °C, количество осадков — 343 мм.

## Население
В конце 1980-х в Чагорте проживало около 850 жителей.
| 2002 | 2010 | 2012 |
| ---- | ---- | ---- |
| 481  | ↘327 | ↘312 |

Национальный состав
Согласно результатам переписи 2002 года большинство населения посёлка составляли калмыки (76 %)
| Национальность | Численность (2010) | Процент |
| -------------- | ------------------ | ------- |
| Калмыки        | 281                | 89,2%   |
| Лезгины        | 12                 | 3,8%    |
| Русские        | 11                 | 3,5%    |
| Башкиры        | 5                  | 1,6%    |
| Аварцы         | 3                  | 1%      |
| Чеченцы        | 3                  | 1%      |
| Всего          | 315                | 100%    |

## Социальная инфраструктура
В Чагорте имеются дом культуры и библиотека. Медицинское обслуживание жителей посёлка обеспечивают местный фельдшерско-акушерский пункт и Целинная центральная районная больница. Ближайшее отделение скорой помощи расположено в селе Троицкое
Посёлок электрифицирован и газифицирован. Однако система централизованного водоснабжения отсутствует: водоснабжение осуществляется индивидуально, путём подвоза питьевой воды к каждому домовладению